# Roar Grønvold
Roar Grønvold (n. 19 martie 1946, Comuna Ytre Sandsvær⁠(d), Buskerud, Norvegia) este un patinator de viteză ce a reprezentat Norvegia, medaliat olimpic. A participat la 2 ediții ale Jocurilor Olimpice (1968, 1972) în care a câștigat două medalii de argint.